# Антитеизъм
Антитеизъм е интелектуална позиция, изразяваща се с активно отхвърляне на теизма. Думата е с гръцка етимология, образувана от отрицателния префикс анти- и теизъм, понятие използвано в теоретизирането на религията, като се среща първо в английски книиги от 18в., а през следващия век е общоупотребима. Текстовете и дейността на Пиер-Жозеф Прудон са един от ранните примери за антитеизъм, наред с тези на множество марксисти, а през 20в - с тези на някои екзистенциалисти като Албер Камю.
За разлика от атеизма, който може да бъде вътрешно убеждение без собствени прояви, антитеизмът се практикува с изказвания и действия, които изявяват убеждението, (първо), че теизмът е вреден, както за обществото като цяло, така и за хората в отделност и още (второ), че срещу теизма трябва да се противодейства, за да се намали вредата, която причинява. Една по-сдържана форма на антитеизма е секуларизмът.
1. ↑  antitheism //   Online Etymology Dictionary.
2. ↑  Камю А., Разбунтуваният човек, София: Лик, 1992